# Operacja kijowska Armii Czynnej URL i UHA
Operacja kijowska – wspólna operacja militarna Ukraińskiej Armii Halickiej i Armii Ukraińskiej Republiki Ludowej przeciw wojskom Rosji Radzieckiej, mająca na celu zdobycie Kijowa i uzyskanie przestrzeni dla dalszego prowadzenia operacji zaczepnych, przeprowadzona w sierpniu 1919.

## Sytuacja militarna przed operacją
W dniach 16-17 lipca 1919, po niepowodzeniu ofensywy czortkowskiej, wojska UHA, liczące około 50 tysięcy żołnierzy, przeszły Zbrucz, i wycofały się na ostatni skrawek terytorium administrowanego przez rząd Ukraińskiej Republiki Ludowej znajdujący się w owym czasie w Kamieńcu Podolskim. Dowódcy obu armii (armia URL liczyła wówczas kilkanaście tysięcy żołnierzy i oficerów) postanowili podjąć ofensywę przeciwko atakującym z północy i wschodu oddziałom bolszewickim. Rozważano dwa kierunki ataku:
- na Kijów – za tym kierunkiem przemawiało znaczenie polityczne i propagandowe
- na Odessę – jej zdobycie dawałoby możliwość zakupu i sprowadzenia broni, amunicji i wyposażenia. Możliwe byłoby wtedy również sprowadzenie jeńców ukraińskich (z armii austro-węgierskiej), przetrzymywanych w obozach jenieckich we Włoszech.

Wybrano uderzenie na Kijów, pozorując tylko pomocniczy atak w kierunku Odessy.

## Przygotowania
Głównodowodzącym połączonych wojsk został Symon Petlura, szefem sztabu został gen. Mykoła Junakiw, a generalnym kwatermistrzem gen. Wiktor Kurmanowycz. Przed operacją wojska ukraińskie zostały zorganizowane w 3 grupy:
- Grupa Zachodnia, dowodzona przez płk Arnolda Wolfa, złożona z II Korpusu UHA i Korpusu Strzelców Siczowych, miała nacierać w kierunku na Szepietówkę, osłaniając od zachodu i północnego zachodu Grupę Środkową.
- Grupa Środkowa, dowodzona przez gen. Antona Krawsa, złożona z I Korpusu UHA, III Korpusu UHA i Korpusu Zaporoskiego, miała nacierać w kierunku Koziatyn - Berdyczów - Skwira  - Kijów.
- Grupa Wschodnia, dowodzona przez gen. Jurko Tiutiunnyka, złożona z reszty oddziałów Armii URL, miała nacierać w kierunku Birzuła - Humań - Wołodarka.

W dyspozycji Naczelnego Wodza pozostawały I Brygada USS i 11 Brygada Piechoty UHA.

## Przebieg operacji
Ofensywę rozpoczęto na początku sierpnia. Była ona dla bolszewików zaskoczeniem. 20 sierpnia Grupa Środkowa zdobyła Berdyczów. W czasie ofensywy rozwiązano z powodu strat, dezercji i chorób 18 i 21 Brygadę UHA. Część żołnierzy UHA przechodziła również do armii URL ze względu na wyższy żołd, lepsze zaopatrzenie i mniejszą dyscyplinę.
30 sierpnia żołnierze I i III Korpusu Halickiego i Korpusu Zaporoskiego wkroczyli do Kijowa.
W tym samym czasie z południa lewym brzegiem Dniepru rozwijała się ofensywa wojsk Sił Zbrojnych Południa Rosji pod dowództwem gen. Fiodora Bredowa. Wiedząc o tym, dowództwo ukraińskie wydało rozkaz o niepodejmowaniu żadnych zaczepnych akcji przeciw „białym”.
Ponieważ wojska ukraińskie nie zabezpieczyły i nie broniły przepraw mostowych, 31 sierpnia do Kijowa zaczęły przedostawać się oddziały rosyjskie. Prowadzone negocjacje nie dały rezultatów, i na początku września wybuchły walki rosyjsko-ukraińskie.

## Literatura
- Maciej Krotofil, Ukraińska Armia Halicka 1918-1920, Toruń 2002, ISBN 83-7322-156-5.